# Alcide Rousseau
Pour les articles homonymes, voir Rousseau.
Jules Alcide Augustin Rousseau  est un coureur cycliste français, né le 7 octobre 1881 à Champcevrais dans l'Yonne et mort le 4 mai 1974 à Opio dans les Alpes-Maritimes. Il était recordman du monde cycliste, sans entraîneur, des deux heures, des 50 km, des 60 km, des 70 km, des 100 km et des 0,5 mille, 10 milles, 20 milles.

## Biographie
Il devient le 11 août 1922, à 41 ans, sur la piste du vélodrome de Montporcher au Creusot, le détenteur du record du monde sur piste des 100 kilomètres en 2 h 30 min 39 s 2/5. Un record à plus de 40 kilomètres à l'heure de moyenne, qu'il détiendra pendant 15 ans. Le record de l'heure cycliste était détenu à l'époque, par le Suisse Oscar Egg, triple recordman du monde, en 1912, 1913, et 1914 avec 44,247 kilomètres. Le Suisse avait tenté ce record des 100 kilomètres en 1917, mais il avait échoué malgré son immense talent. Le temps d'Oscar Egg en 1917, non homologué par l'UCI, était de 2 h 33 min.
De l'Australie à l'Allemagne, Alcide courut sur la plupart des grands vélodromes du début du XXe siècle, avec et contre les plus grands coureurs de cette époque.
Après la Première Guerre mondiale, il fut un pistard de très grande renommée mondiale.

### 8 Records du monde sur piste
Liste des 8 records du monde sur piste, battus par Alcide Rousseau à partir de 1922.
- Les 50 kilomètres[4]
- Les 60 kilomètres
- Les 70 kilomètres
- Les 100 kilomètres
- Les deux heures
- Du 1/2 mille (environ 800 mètres)
- Des 10 milles (16,090 km)
- Des 20 milles (32,180 km)

Étonnamment, Alcide ne détient pas le record de l'heure cycliste, on n'a pas de trace sur d'éventuelles tentatives sur ce record mythique.

### Alcide, atteint de recordite
"Actuellement, en 1922, on ne s'attaque qu'aux records sans entraîneurs : le brillant champion suisse Oscar Egg, le vétéran Alcide Rousseau et le Dijonnais Dutrion, sont, d'ores et déjà, atteints de recordite". C'est ce que l'on peut lire dans le journal la Pédale du 26 septembre 1923

### Carrière
1911 : Victoire au 6 heures de Paris le 22 janvier, en équipe avec Charles Charron
- participation aux premières 25 heures de Berlin au Sportpalast les 2 et 3 décembre 1911.
1912 : participation au 17e Paris-Roubaix. Il termine 31e à 20 minutes du vainqueur Charles Crupelandt.
1913 : participation aux 6 jours d’Australie à Sydney avec une  8e place en double avec Willy Appelhans. Ils obtinrent le prix pour « the most meritorious ride », la course la plus méritante. Willy Appelhans courut comme professionnel de 1911 à 1923 pour son pays natal l’Allemagne, puis pour la France aux six jours comme partenaire « sprinter » d'Alcide Rousseau, celui-ci étant le stayer et finalement pour les États-Unis après son émigration à New York où il devint fabricant de cycles. Alcide participe au 20e grand prix de Paris le 29 juin 1913 à la Cipale.
La veille de Noël 1913, le tandem de Charron et Rousseau courut au vélodrome d'Hiver contre Marcel Berthet et son vélo œuf, ou torpille, lequel effectua les cinq kilomètres en 5 minutes et 39,3 secondes. Au départ le tandem, plus vite en action, s'assure quelques mètres d'avance que Berthet à tôt fait de combler. Au deuxième kilomètre le tandem est rejoint et passé avec la plus dérisoire facilité.
1914 : participation puis abandon aux Six jours de Paris au Vel d'Hiv avec Charron, du 12 au 18 janvier 1914
1920 : Au 22e grand prix de Paris à la Cipale le 5 juillet 1920, Alcide gagne la 6e série.

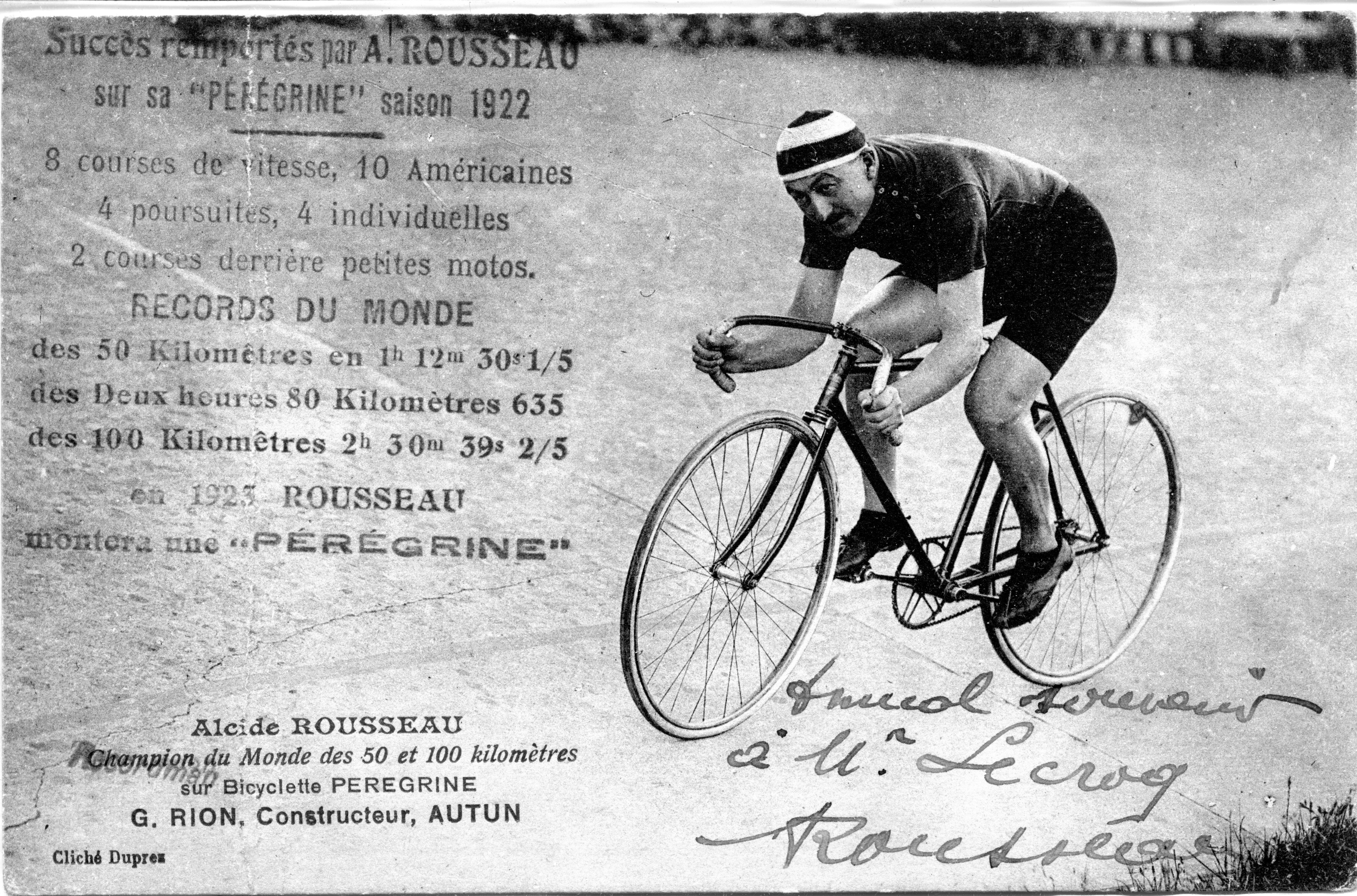
Alcide Rousseau en 1922, record du monde sur piste des 100 km sur machine PEREGRINE au vélodrome de Montporcher au Creusot.

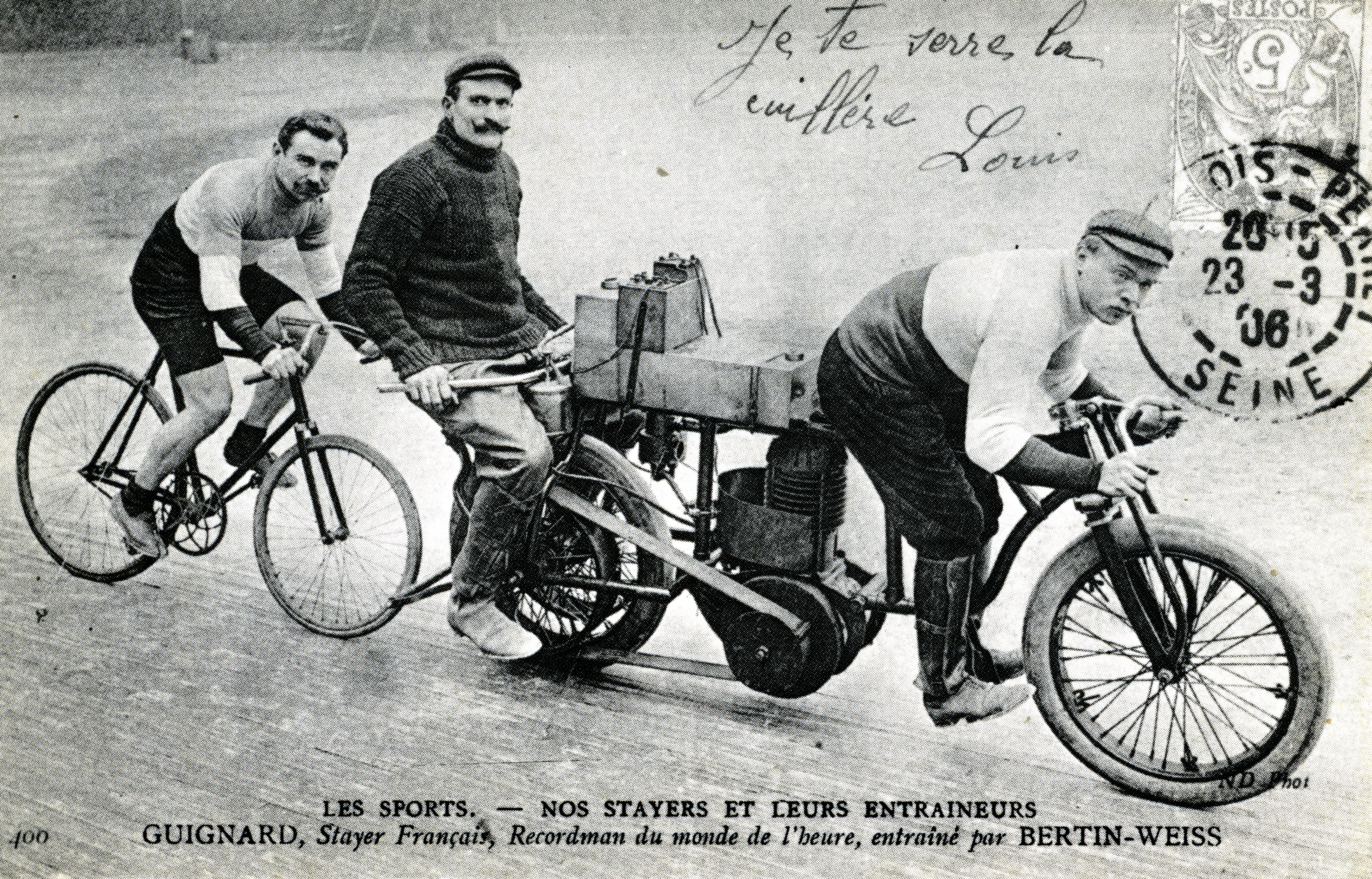
Un stayer en 1906, avec ses entraîneurs et leur drôle de machine.

1922: Records du monde des 50 km, 60 km, 70 km et 100 km sans entraîneur
Le 11 août 1922, à 41 ans sur la piste du vélodrome de Montporcher au Creusot, il bat le record du monde des 100 kilomètres sans entraîneur, record que détenait depuis 1907, l'amateur Hervy en 2 h 45 min.
Le champion Suisse Oscar Egg, avait réussi 2 h 33 en 1917, mais ce temps ne fut jamais homologué par l'UCI. Alcide parcourut 41,210 km en une heure, 80,635 km en deux heures, et les 100 km en 2 h 30 min 39 s 2/5. Il faudra attendre le 4 novembre 1937 pour que le coureur italien Piebello ravisse ce record des 100 km en 2 h 29 min 15 s sur le vélodrome de Vigorelli à Milan. Piebello était en retard sur le record jusqu'au 80 km, mais il réalisa un superbe final.
Au passage, Alcide devient également recordman du monde des 50 km en 1 h 12 min 3 s 1/5. Il était chronométré par monsieur Martin de Paris, délégué de l'Union vélocipédique de France. Ce record sera battu par Jean Raynaud le 23/09/1927 à Marseille.
Maurice Richard, recordman du monde de l'heure en 1933, reprend le 13 août 1938 à Antony-La Croix de Berny les records des 60 km et 70 km ravis par Alcide lors de son exploit.
1923 : Records du monde du ¹⁄₂ mille et des 10 et 20 milles 
En avril, au Stade Buffalo, Alcide termine quatrième de la course scratch réservée aux professionnels. Participation le 1er juillet 1923 au 25e GP de Paris au vélodrome de la Cipale. Le 12 août, insatiable, il prend la 3e place de la course scratch de 1 000 m au Stade Buffalo.
La même année à Nancy, Alcide domine Henri Pélissier et son frère Francis Pélissier dans la course à l'élimination. Ils furent battus par le vétéran Alcide Rousseau, qui, semblable au vin de qualité se bonifie en vieillissant, relate le journal La Pédale
.
La même année, il s'empare sur la piste du stade Buffalo, du record du monde du demi-mille, parcourant la distance en 1 min 1 s 4/5. Il bat de plus d’une seconde le record détenu par le Belge, Eugène Debongnie, médaille de bronze aux jeux olympiques de 1906.
Le 4 septembre, à 18 h 45, encore au Creusot, il entreprend de battre les records du monde des 10 miles (16,090 km) et des 20 miles (32,180 km), ce qu'il réussit pleinement en établissant les temps suivants:
- 10 milles : ancien record 23 min 9 s 1/5 ; nouveau record 22 min 38 s 4/5.
- 20 milles : ancien record 47 min 8 s 1/5 ; nouveau record 45 min 25 s 1/5.

Ces records étaient détenus depuis 1898 par l'Américain Willie Hamilton sur la piste de Denver; ils avaient été battus en 1914 par Oscar Egg lors de sa tentative contre le record du monde mais non homologués. Ces temps ont été chronométrés officiellement par M. René Bazin.
1924 : Au gala au Stade Buffalo, il bat Maurice Brocco dit « Coco » sur 5 km. En juin Alcide court sur cette piste une américaine en double avec son comparse Dutrion de Dijon terminant deuxième. En septembre les deux font une honorable troisième place d'une course à l'Américaine de deux heures gagnée par le Suisse Oscar Egg. Mais il bat enfin de 60 m le Suisse Oscar Egg dans un match poursuite un peu déséquilibré car Alcide Rousseau et l'Américain Jim Nagel se relayaient à volonté contre le champion suisse.
1925 : Alcide a 44 ans. Le 2 mars au vélodrome d'Hiver, Il termine deuxième de la course aux primes sur 5 000 m. Une semaine après, il décroche la troisième place de la course individuelle au même endroit. Participation avec Jules Van Hevel et Oscar Egg aux 50 kilomètres derrière tandems, prix Octave Lapize organisé au vélodrome du Parc des sports de Lescure à Bordeaux, le 27 septembre.

## Matériel
Pour son record du monde des 100 kilomètres, Alcide Rousseau utilise une bicyclette Pérégrine, constructeur Auguste Rion, 2 rue Jondeau puis 18 rue Jeannin à Autun.
On ne connait pas le poids de la machine, mais on sait que Maurice Richard, grand poursuiteur, était soutenu par un petit constructeur, Delangle, qui lui a façonné en 1936 une machine de 6,5 kg chaussée de boyaux de 90 g.

## Vie privée
Il se marie deux fois : le 8 octobre 1907 dans le 14e arrondissement de Paris avec Marie-Berthe Reignoux et le 16 novembre 1927 à Dijon avec Aline Marie Ragot.